# Бурмейстер, Андрей Владимирович

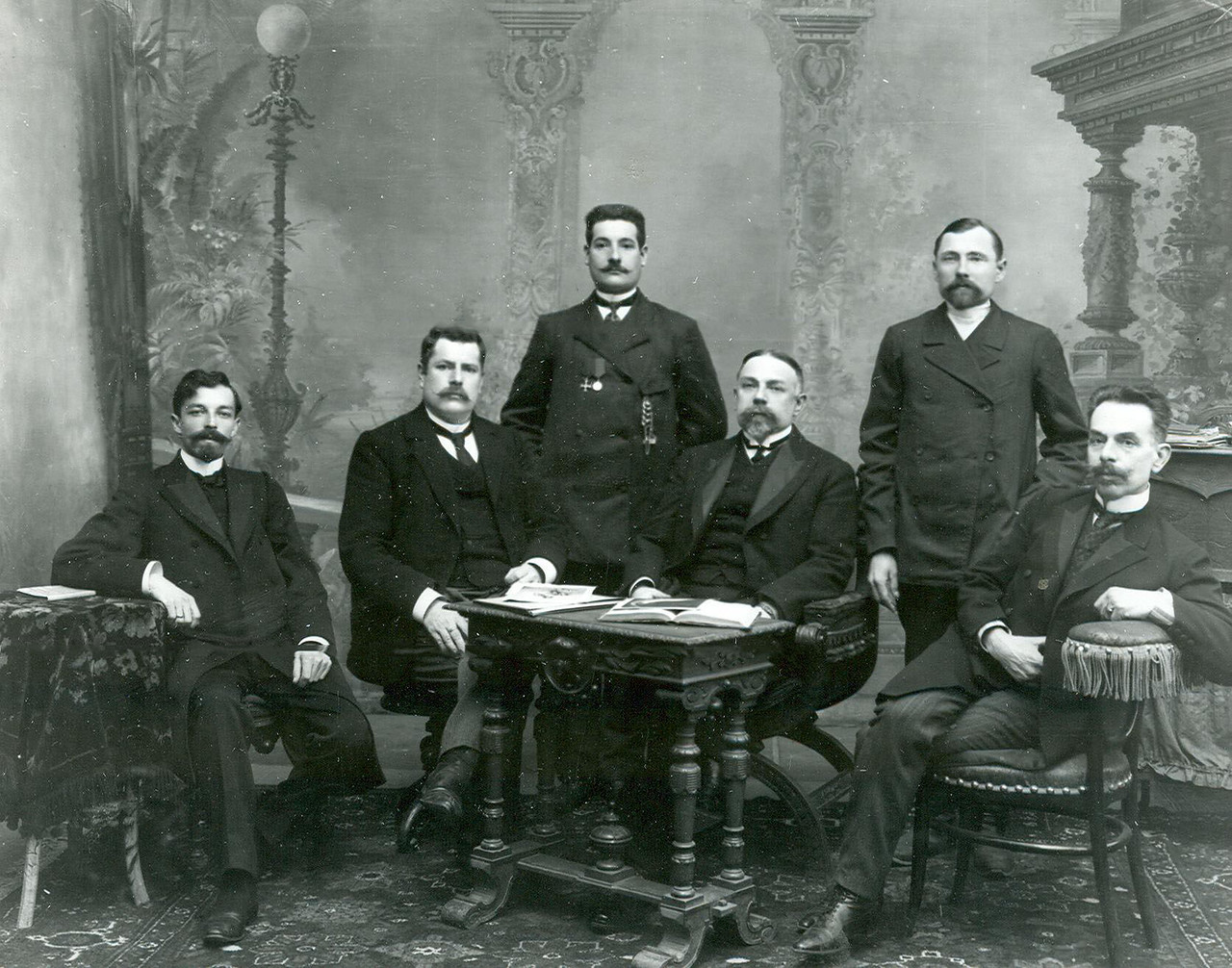
Депутаты Государственной думы II созыва от Витебской губернии: сидят: (слева направо) А. В. Бурмейстер, Э. А. Казрич, М. М. Бениславский, Г. К. Дымша, стоят: Ф. И. Петроченко, Е. П. Быков.

Андрей Владимирович Бурмейстер (1873 — ?) — белорусский помещик, депутат Государственной думы II созыва от Витебской губернии.

## Биография
Из белорусских дворян православного вероисповедания. Выпускник Двинского реального училища. Владел землями площадью 107 десятин и вёл сельское хозяйством в своём имении Подберезье Городокского уезда.
6 февраля 1907  избран в Государственную думу II созыва от общего состава выборщиков Витебского губернского избирательного собрания. Сначала оставался беспартийным, позднее вошёл в состав Конституционно-демократической фракции.
Дальнейшая судьба и дата смерти неизвестны.

### Архивы
- Российский государственный исторический архив. Фонд 1278. Опись 1 (2-й созыв). Дело 54; Дело 529. Лист 5.